# Chapelle Notre-Dame-de-Pitié de Serrières
La chapelle Notre-Dame-de-Pitié est une ancienne chapelle située à Serrières, dans le département de l'Ardèche, en France. L’ancien clocher de cette chapelle aujourd’hui appelé tour des pénitents est encore visible place du Tromph.

## Localisation
La chapelle est située à côté de la place du Tromph, rue du Vieil-Hôpital sur la commune de Serrières.

## Historique
Tiré de "Serrières au XXe siècle" de Jean-Luc Ortega (2011)
Étant assez mal située (le long du ruisseau de Vergelet) et trop exiguë, elle fut remplacée par l'église de l'Assomption construite en 1702.
Lors des guerres de Religion, le château fut détruit, ainsi que sa chapelle et cinquante maisons de ce quartier, par des soldats protestants.
Lorsque la paix revint, les habitants de Serrières-Nord se souvinrent de leurs anciennes habitudes et, de plus, leur amour-propre étant engagé, ne voulurent plus aller à la paroisse de Saint Sornin. Après de nombreuses tergiversations, le 20 février 1619, décision fut prise officiellement de « construire une chapelle au lieu-dit de Serrières…sans néanmoins déroger au devoir  qu’on doit au curé et église paroissiale ». On fixa le lieu de la fondation de la chapelle…qui  « se trouvera où est le présent Hôtel-Dieu », près du ruisseau de « Vergelet ». La chapelle fut hâtivement construite, la même année, et érigée sous le vocable de Notre Dame de Pitié. Un prêtre fut désigné pour la desservir. En 1663, on fit exhausser la tour de l’ancien Hôtel-Dieu qui servait de clocher à la chapelle et au-dessus fut placée une lanterne destinée à recevoir une cloche et une horloge. L’exhaussement de la tour et la lanterne furent réalisés par deux maçons de Serrières et l’horloge fut fabriquée par François Deleau, horloger originaire de Tours et résidant à Romans en Dauphiné. Il avait déjà construit des horloges à Vanosc et Bourg-Argental pour le baron de Gerlande. L’horloge n’avait qu’une seule aiguille, le prix fut fixé à 310 livres, marteau compris, payable quand l’horloge aurait sonné. Depuis, la lanterne a été démolie en 1872, la cloche refondue et donnée au nouvel hôpital-hospice. Cette cloche est visible à l'entrée du nouvel hôpital local. La tour existe toujours, ainsi que probablement le mécanisme de l’horloge.
Les habitants de Serrières-Nord n’étaient cependant pas totalement satisfaits… car ils désiraient transférer dans leur quartier, le siège de la paroisse. En 1668, ils obtinrent du prieur de Saint Sornin, l’autorisation tant attendue d’interdire le culte à Serrières, car il trouve indécent le lieu où la chapelle du nord était construite et fort méprisée et pitoyable l’église du sud. Les habitants du nord qui avaient en poche l’autorisation de transfert, s’empressent alors d’offrir pour la construction d’une nouvelle église, un emplacement se trouvant dans le centre, consistant en partie par un verger appartenant à la Confrérie des Pénitents, et l’autre partie un jardin dudit Duport obtenu par un contrat d’échange avec les pénitents. Ceux ci acceptèrent la cession de leur terrain, mais à la condition cependant que l’on ferait construire, dans la nouvelle église, sur le devant de l’entrée principale, des piliers sur lesquels ils établiraient une tribune pour y faire leurs offices à perpétuité. La condition fut acceptée, mais les travaux ne commencèrent qu’en 1699 M. Bertholon étant curé. Le 28 septembre 1702, monseigneur l’archevêque de Vienne, vint la bénir et y célébrer la première messe. L’ancienne chapelle fut interdite définitivement, et vendue quelques années plus tard, moyennant 200 livres, mais à condition que « la tour soit préservée ».
L'édifice est inscrit au titre des monuments historiques en 1984.